# Jean-Pierre Knaepenbergh
Jean-Pierre Knaepenbergh (Ukkel, 1 februari 1952) is een Belgisch syndicalist en voormalig voorzitter van het Brusselse Intergewestelijk ABVV. 

## Levensloop
In 2003 volgde hij Albert Faust op als voorzitter van het Brusselse ABVV, laatst genoemde werd afgedankt wegens gesjoemel in de bediendenvakbond BBTK. Volgend uit deze functie was Knaepenbergh ook federaal secretaris bij het ABVV. Hij werd in 2016 opgevolgd door Rudy Janssens.
Daarnaast werd hij in 2005 verkozen als eerste algemeen secretaris van de Brusselse interregionale van de ACOD. Deze functie oefende hij uit tot 2016. Hij werd in deze hoedanigheid eveneens opgevolgd door Rudy Janssens.